# Camptopoeum iranellum
Camptopoeum iranellum är en biart som först beskrevs av Warncke 1985.  Camptopoeum iranellum ingår i släktet Camptopoeum och familjen grävbin. Inga underarter finns listade.